# Chocolate Starfish and the Hot Dog Flavored Water
Chocolate Starfish and the Hot Dog Flavored Water ist das dritte Studioalbum der US-amerikanischen Nu-Metal-Band Limp Bizkit. Es wurde am 16. Oktober 2000 über die Labels Interscope Records und Flip Records veröffentlicht.

## Namensgebung
Der erste Teil des Titels ist ein skatologischer Bezug auf das Erscheinungsbild des menschlichen Anus („Chocolate Starfish“). Dagegen ist „Hot Dog Flavored Water“ ein Insiderwitz, der von Wes Borland erfunden wurde. Während die Band auf Tour war, bemerkte Borland bei einem Truckstop ein Glas eingelegte Eier, und schlug vor, das Gleiche mit Hotdogs zu tun. Er führte weiter aus, man solle das Wasser in Flaschen füllen und es als „Wasser mit Hot-Dog-Geschmack“ verkaufen.
Fred Durst selbst bezieht sich auf den Namen des Albums sowohl im Lied Livin’ It Up, wo er erklärt, dass „The Chocolate Starfish mein Kumpel Fred Durst ist“ (Wes Borland erklärte in einem Interview, dass „Chocolate Starfish“ ein „seltsamer Spitzname, den Fred für sich selbst hat“ sei), als auch im Song Hot Dog, wo er seinen Kritikern sagt: „Kiss my starfish, my chocolate starfish“.

## Covergestaltung
Das Albumcover zeigt fünf gnomartige Wesen, die von schwarzem Nebel umgeben sind und in einem Haufen Würstchen liegen. Einer von ihnen streckt dem Betrachter einen Seestern mit Anus („Chocolate Starfish“) entgegen. Oben im Bild befindet sich der graue Schriftzug limp bizkit presents und unten im Bild der Titel chocolate starfish and the hot dog flavored water, ebenfalls in Grau.

## Gastbeiträge
Auf vier Titeln des Albums sind neben Limp Bizkit weitere Künstler zu hören. So hat der Rapper Xzibit einen Gastauftritt im Song Getcha Groove On, während der Track Rollin’ (Urban Assault Vehicle), der von Swizz Beatz produziert wurde, eine Zusammenarbeit mit den Rappern DMX, Method Man und Redman ist. Scott Weiland, Sänger der Stone Temple Pilots, unterstützt Limp Bizkit beim Lied Hold On. Außerdem sind im Outro Ben Stiller, Mark Wahlberg, Rob Dyrdek und Stephan Jenkins vertreten.

## Titelliste
| #  | Titel                           | Gastbeiträge                                            | Länge |
| -- | ------------------------------- | ------------------------------------------------------- | ----- |
| 1  | Intro                           |                                                         | 1:18  |
| 2  | Hot Dog                         |                                                         | 3:50  |
| 3  | My Generation                   |                                                         | 3:41  |
| 4  | Full Nelson                     |                                                         | 4:07  |
| 5  | My Way                          |                                                         | 4:32  |
| 6  | Rollin’ (Air Raid Vehicle)      |                                                         | 3:33  |
| 7  | Livin’ It Up                    |                                                         | 4:24  |
| 8  | The One                         |                                                         | 5:43  |
| 9  | Getcha Groove On                | Xzibit                                                  | 4:29  |
| 10 | Take a Look Around              |                                                         | 5:21  |
| 11 | It’ll Be OK                     |                                                         | 5:06  |
| 12 | Boiler                          |                                                         | 7:00  |
| 13 | Hold On                         | Scott Weiland                                           | 5:48  |
| 14 | Rollin’ (Urban Assault Vehicle) | DMX, Method Man, Redman                                 | 6:22  |
| 15 | Outro                           | Ben Stiller, Mark Wahlberg, Rob Dyrdek, Stephan Jenkins | 9:49  |

## Informationen zu einzelnen Liedern
Als erste Single wurde am 6. Juni 2000 der Song Take a Look Around ausgekoppelt. Er erreichte Platz 4 in den deutschen Charts, konnte sich 17 Wochen in den Top 100 halten und erhielt für mehr als 250.000 verkaufte Exemplare eine Goldene Schallplatte. Auch in Österreich und im Vereinigten Königreich wurde die Single mit Gold ausgezeichnet. Am 10. Oktober 2000 folgte die nächste Single Rollin’ (Air Raid Vehicle) (DE #10, 14 Wo.), die vor allem im Vereinigten Königreich erfolgreich war, wo der Track Platz 1 belegte und für über 600.000 Verkäufe mit einer Platin-Schallplatte ausgezeichnet wurde. Mit My Generation (DE #23, 9 Wo.) erschien die dritte Auskopplung am 30. Oktober 2000. Anschließend wurden noch die Lieder My Way (DE #38, 9 Wo.) und Boiler (DE #50, 9 Wo.) ausgekoppelt.
Der Song Hot Dog ist dafür bekannt, dass darin das Wort „fuck“ 48 Mal vorkommt. Durst verweist auf die Zahl der „fucks“ in der Zeile „If I say fuck two more times, that’s 46 fucks in this fucked up rhyme“. Der Refrain parodiert die Nine-Inch-Nails-Songs Closer, The Perfect Drug und Burn. Durst sagte, er sei ein großer Fan der Nine Inch Nails, obwohl Nine Inch Nails-Frontmann Trent Reznor negative Bemerkungen über Durst während dieses Zeitraums machte. Rezensenten interpretierten oft Dursts Lyrics in Hot Dog als eine Beleidigung Reznors.
Livin’ It Up enthält ein Sample des Songs Life in the Fast Lane der amerikanischen Rock-Band Eagles.
Das Video zu Rollin’ (Air Raid Vehicle) wurde Ende 2000 von Fred Durst auf dem World Trade Center gedreht. Es gewann den Preis für das beste Rock-Video bei den MTV Video Music Awards 2001. Ebenfalls diente Rollin’ (Air Raid Vehicle) als Einzugsmusik des Wrestlers The Undertaker zwischen 2000 und 2002 und noch einmal zu Wrestlemania XIX (2003), wo Limp Bizkit auch live auftrat.
Take a Look Around erscheint im Film Mission: Impossible II, My Generation in The Fighters und Rollin’ (Air Raid Vehicle) kommt in den Filmen The Fast and the Furious sowie Hancock vor. Bei Take a Look Around ist wegen der Verwendung des Mission:-Impossible-Themes Lalo Schifrin als Mitautor angegeben.
Weitere Songs, die zur Zeit der Albumproduktion entstanden:
- Back O Da Bus
- Crushed
- It’s Like That Y’all (mit Run-D.M.C.)
- Snake in Your Face

## Rezeption
Hagen Wäsche von laut.de bewertete das Album mit drei von möglichen fünf Punkten. Er bezeichnet es als „solide Scheibe, die nicht mit Überraschungen aufwartet, aber Songs beinhaltet, wie man sie von Limp Bizkit kennt und erwartet“. Positiv werden die Lieder Rollin’ (Air Raid Vehicle), Getcha Groove On und Take a Look Around hervorgehoben.

## Kommerzieller Erfolg

### Chartplatzierungen
Chocolate Starfish and the Hot Dog Flavored Water stieg am 30. Oktober 2000 auf Platz 1 in die deutschen Albumcharts ein und belegte in den beiden folgenden Wochen Rang 4, bevor es auf Position 9 fiel. Insgesamt hielt sich das Album 61 Wochen in den Top 100. Auch in Österreich, dem Vereinigten Königreich, den Vereinigten Staaten, Australien, Neuseeland und den Niederlanden erreichte das Album die Chartspitze, während es in der Schweiz Rang 4 belegte.
| ChartsChartplatzierungen       | Höchstplatzierung | Wochen |
| ------------------------------ | ----------------- | ------ |
| Deutschland (GfK)              | 1 (61 Wo.)        | 61     |
| Österreich (Ö3)                | 1 (50 Wo.)        | 50     |
| Schweiz (IFPI)                 | 4 (54 Wo.)        | 54     |
| Vereinigte Staaten (Billboard) | 1 (72 Wo.)        | 72     |
| Vereinigtes Königreich (OCC)   | 1 (54 Wo.)        | 54     |

| ChartsJahrescharts (2000)    | Platzierung |
| ---------------------------- | ----------- |
| Deutschland (GfK)            | 39          |
| Österreich (Ö3)              | 25          |
| Schweiz (IFPI)               | 49          |
| Vereinigtes Königreich (OCC) | 63          |

| ChartsJahrescharts (2001)    | Platzierung |
| ---------------------------- | ----------- |
| Deutschland (GfK)            | 14          |
| Österreich (Ö3)              | 12          |
| Schweiz (IFPI)               | 36          |
| Vereinigtes Königreich (OCC) | 21          |

### Auszeichnungen für Musikverkäufe
Chocolate Starfish and the Hot Dog Flavored Water erhielt in Deutschland noch im Erscheinungsjahr für mehr als 150.000 verkaufte Exemplare eine Goldene Schallplatte. In Österreich und der Schweiz wurde es jeweils mit Platin ausgezeichnet, während es im Vereinigten Königreich 3-fach-Platin erhielt. Am meisten verkaufte sich das Album in den Vereinigten Staaten, wo es für über sechs Millionen Verkäufe mit 6-fach-Platin ausgezeichnet wurde. Zudem bekam das Album für mehr als zwei Millionen verkaufte Exemplare in Europa Doppel-Platin. Die weltweiten Verkaufszahlen belaufen sich somit auf über neun Millionen, womit es der erfolgreichste Tonträger der Band ist.
| Land/Region                  | Auszeichnungen für Musikverkäufe (Land/Region, Auszeichnung, Verkäufe) | Verkäufe  |
| ---------------------------- | ---------------------------------------------------------------------- | --------- |
| Argentinien (CAPIF)          | Gold                                                                   | 20.000    |
| Australien (ARIA)            | 5× Platin                                                              | 350.000   |
| Belgien (BRMA)               | Platin                                                                 | (50.000)  |
| Brasilien (PMB)              | Gold                                                                   | 100.000   |
| Chile (IFPI)                 | Gold                                                                   | 15.000    |
| Dänemark (IFPI)              | 2× Platin                                                              | (40.000)  |
| Deutschland (BVMI)           | Gold                                                                   | (150.000) |
| Europa (IFPI)                | 2× Platin                                                              | 2.000.000 |
| Finnland (IFPI)              | Platin                                                                 | (52.202)  |
| Frankreich (SNEP)            | Gold                                                                   | (100.000) |
| Japan (RIAJ)                 | Platin                                                                 | 200.000   |
| Kanada (MC)                  | 6× Platin                                                              | 600.000   |
| Mexiko (AMPROFON)            | 3× Gold                                                                | 225.000   |
| Neuseeland (RMNZ)            | 6× Platin                                                              | 90.000    |
| Niederlande (NVPI)           | Platin                                                                 | (80.000)  |
| Österreich (IFPI)            | Platin                                                                 | (50.000)  |
| Polen (ZPAV)                 | Gold                                                                   | (50.000)  |
| Schweden (IFPI)              | Gold                                                                   | (40.000)  |
| Schweiz (IFPI)               | Platin                                                                 | (50.000)  |
| Spanien (Promusicae)         | Gold                                                                   | (50.000)  |
| Ungarn (MAHASZ)              | Gold                                                                   | (25.000)  |
| Uruguay (CUD)                | Gold                                                                   | 3.000     |
| Vereinigte Staaten (RIAA)    | 6× Platin                                                              | 6.000.000 |
| Vereinigtes Königreich (BPI) | 3× Platin                                                              | (900.000) |
| Insgesamt                    | 12× Gold · 37× Platin ·                                                | 9.603.000 |

Hauptartikel: Limp Bizkit/Auszeichnungen für Musikverkäufe